# Светът на играчките
Светът на играчките (на испански: Mundo de juguete) е мексиканска теленовела, режисирана от Рафаел Банкелс и Маноло Гарсия и продуцирана от Валентин Пимстейн за Телевиса в периода 1974-1977 г. Адаптация е на аржентинската теленовела Papá corazón, създадена от Абел Санта Крус.
В главните роли са Рикардо Блуме, Ирма Лосано и Грасиела Маури, която изпълнява детската роля, специално участие вземат Иран Еори, Енрике Роча и първата актриса Сара Гарсия.

## Сюжет
Кристина е малко момиченце, което посещава училище за монахини, а в двора на заведението създава фантастичен свят, свят на играчките. Кристина няма майка, а само баща си Мариано, но тя получава обичта на леля си Мерседес и чичо си Леополдо.
В задния двор на училището тя среща, в малка скрита къщичка (която в крайна сметка се оказва плод на въображението ѝ) измислената Нана Томасина, която я глези и дава добри съвети, сестра Кармен и също сестра Росарио, момиче, което предлага своята подкрепа и обич.
В тази история Кристина участва в поредица от детски лудории и трикове, за да накара баща си Мариано и сестра Росарио да се влюбят, за да постигне най-накрая целта си и да накара и двамата да се оженят и да ѝ дадат истинско семейство.

## Актьори
Част от актьорския състав:
- Грасиела Маури – Кристина Салинас
- Рикардо Блуме – Мариано Салинас
- Ирма Лосано – Сестра Росарио
- Иран Еори – Мерседес Балбоа
- Енрике Роча – Леополдо Балбоа
- Сара Гарсия – Нана Томасина
- Евита Муньос „Чачита“ – Сестра Кармела / Бладимира
- Хосе Карлос Руис – Матео
- Глория Марин – Майка игуменка
- Хавиер Марк – Отец Бенито
- Марикармен Мартинес – Хулиета
- Маноло Калво – Фермин
- Кристина Рубиалес – Патрисия
- Едуардо Алкарас – Педро
- Карлос Аргуейес – Рамиро
- Армандо Ариола – Пабло
- Алехандро Аура – Агапито
- Луис Баярдо – Едуардо
- Аугусто Бенедико – Рафаел Окампо
- Фернандо Борхес – Херардо
- Антонио Брияс – Салвадор
- Ана Мария Канеско
- Рикардо Кортес
- Педро Дамян
- Леонардо Даниел – Алдо
- Мария Антониета де лас Ниевес
- Алма Делфина
- Елисабет Дупейрон – Силвия
- Карина Дупрес – Матилде
- Хуан Антонио Едуардс – Ернесто
- Алма Ферари – Alma
- Пати Танус – Gloria
- Мигел Гомес Чека – Капитанът
- Тереса Гробоис – Мария
- Лили Инклан
- Мигел Масия – Диего Мантерола
- Хулия Мариачи – Каридад
- Хусто Мартинес – Салвадор
- Елвира Монсел
- Ана Берта Лепе
- Поло Ортин – Капитан Уртадо
- Хули Фурлонг – Моника
- Патрисия Луке – Санта
- Хорхе Ортис де Пинедо – Хулио
- Андреа Палма – Мария Луиса Сартинари вдовица де Дуарте
- Мигел Палмер – Игнасио
- Силвия Паскел – Елвира
- Хуан Пелаес – Браулио
- Кристина Пенялвер – Ана Берта
- Летисия Персигон – Ирма
- Сесилия Песет – Матилде
- Марилин Пупо – Хосефина
- Лола Тиноко – Сокоро
- Маурисио Ерера – Ринго
- Густаво Рохо – Карлос
- Ева Калво
- Мария Сорте
- Едгар Вивар
- Флоринда Меса
- Лаура Сапата
- Ерик дел Кастийо

## Премиера
Премиерата на Светът на играчките е на 4 ноември 1974 г. по Canal 2. Последният 605. епизод е излъчен на 25 февруари 1977 г.

## Версии
- Светът на играчките е адаптация на аржентинската теленовела Papá corazón от 1973 г., с участието на Андреа дел Бока. Върху същата история са базирани и следните версии:
- Papai Coração, бразилска теленовела от 1976 г., с участието на Нархара Турета.
- Ангелско личице, мексиканска теленовела от 2000 г., адаптирана от Кари Фахер, режисирана от Беатрис Шеридан и продуцирана от Никандро Диас Гонсалес, с участието на Даниела Аедо.
- Papá del corazón, парагвайска теленовела от 2008 г., с участието на Дани да Роса.
- Carinha de Anjo, бразилска теленовела от 2016 г., адаптация на Ангелско личице, с участието на Лорена Кейрос.